# Raión de Shumiachi
El raión de Shumiachi (ruso: Шумя́чский райо́н) es un distrito administrativo y municipal (raión) ruso perteneciente a la óblast de Smolensk. Se ubica en el suroeste de la óblast. Su capital es Shumiachi.
En 2021, el raión tenía una población de 8749 habitantes.
El raión es fronterizo con Bielorrusia al oeste y al sur.

## Subdivisiones
Comprende el asentamiento de tipo urbano de Shumiachi (la capital) y los asentamientos rurales de Nadeikovichi, Oziórnaya, Pervomaiski, Poniatovka, Ruskoye, Sneguiriovka y Studenets. Estas ocho entidades locales suman un total de 140 localidades.